# پاتریک فریو
پاتریک فریو (فرانسوی: Patrick Friou‎؛ زادهٔ ۸ ژانویهٔ ۱۹۵۵) دوچرخه‌سوار اهل فرانسه است.
از باشگاه‌هایی که در آن رکاب زده‌است می‌توان به تیم دوچرخه‌سواری مرسیه اشاره کرد.